# DisplayPort
DisplayPort è uno standard di interfaccia video digitale promosso dalla Video Electronics Standards Association (VESA), utilizzato principalmente per collegare una sorgente video a un dispositivo di visualizzazione come un monitor per computer, ma può anche trasportare audio, USB e altre forme di dati. Lo standard è stato pubblicato per la prima volta nel maggio 2006.

## Caratteristiche
DisplayPort è stato progettato per sostituire gli standard VGA e DVI. L'interfaccia è compatibile con DVI e HDMI solo tramite l'uso di adattatori attivi o passivi.
Lo standard DisplayPort usa la trasmissione dati a pacchetto, una forma di comunicazione digitale che trova applicazione anche in tecnologie come ethernet, USB e PCI Express; questo permette di incorporare il segnale di clock all'interno del flusso di dati, consentendo un'elevata risoluzione utilizzando un numero inferiore di pin rispetto ai vecchi standard che trasmettono un segnale di clock per ogni uscita fisica. L'uso della trasmissione dati a pacchetto rende inoltre DisplayPort estensibile, questo significa che nel tempo possono essere integrate funzionalità aggiuntive senza la necessità di apportare modifiche significative all'interfaccia fisica.
Il collegamento principale (Main Link) del DisplayPort è organizzato in 1, 2 o 4 coppie di linee differenziali per i dati, che trasportano anche i segnali audio e clock, ciascuna delle quali raggiunge una velocità di trasmissione di 1.62, 2.7 o 5.4 Gbit/s. Il segnale video è codificato su 6 fino a 16 bit per canale cromatico. Un canale ausiliario bidirezionale alla velocità di 720 Mbit/s viene utilizzato per la gestione del canale principale usando gli standard VESA EDID (Extended Display Identification Data), VESA MCCS (Monitor Control Command Set) e VESA DPMS (Display Power Management Signaling). DisplayPort supporta una velocità complessiva di 21.6 Gbit/s ed una risoluzione WQUXGA (3840×2400) su cavi di lunghezza fino a 2 metri. 
Il segnale video veicolato da DisplayPort utilizza un protocollo LVDS non compatibile con DVI e HDMI; tuttavia la modalità dual-mode di DisplayPort è progettata per abilitare tramite l'uso di un adattatore passivo esterno la modalità di compatibilità, permettendo così la connessione con queste due interfacce.

### Protezioni
DisplayPort include opzionalmente il meccanismo di protezione DPCP (DisplayPort Content Protection) della Philips, che usa la cifratura AES con chiave di 128-bit. È disponibile anche una completa autenticazione e generazione di chiavi di sessione (ogni sessione cifrata è indipendente). Esiste anche una procedura di revoca delle autorizzazioni indipendente e un meccanismo per verificare la prossimità di ricevitore e trasmettitore, in modo da impedire che gli utenti tentino di scavalcare le protezioni ritrasmettendo i dati ad altri dispositivi distanti e non autorizzati.

## Specifiche tecniche
- Il collegamento principale a 21,6 Gbit/s supporta varie configurazioni di monitor ad alta risoluzione. Dalla versione 1.2 possono essere collegati con un singolo cavo un monitor WQUXGA (3840×2400), 2 WQXGA (2560x1600) oppure 4 WUXGA (1920x1200).
- Trasmissione dati con codifica 8b/10b.
- Supporta Profondità di colore di 6, 8, 10, 12 e 16 bits per componente.
- Massima capacità di banda su cavo di lunghezza fino a 2 metri.
- Capacità di banda ridotta (risoluzione minima garantita 1080p a 24 bpp) su cavi fino a 15 metri.
- Cifratura AES 128-bit DisplayPort Content Protection (DPCP) e supporto per la cifratura High-bandwidth Digital Content Protection (HDCP) a 40-bit (a partire dalla versione 1.1)
- Supporto per connettori interni (pannelli LCD) ed esterni, per la riduzione dei costi.

### Velocità di trasmissione
Esempi di velocità di trasmissione richieste a varie risoluzioni standard in Gbit/s:
| Risoluzione × frequenza dei fotogrammi × profondità di colore | CVT   | CVT-R | CEA-861-E |
| ------------------------------------------------------------- | ----- | ----- | --------- |
| 1280 × 720 × 60 Hz × 24 bpp                                   | 1,79  | 1,54  | 1,78      |
| 1920 × 1080 × 60 Hz × 24 bpp                                  | 4,15  | 3,33  | 3,56      |
| 1920 × 1200 × 60 Hz × 30 bpp                                  | 5,81  | 4,62  | -         |
| 2560 × 1600 × 60 Hz × 30 bpp                                  | 10,46 | 8,06  | -         |
| 3840 × 2160 × 60 Hz × 30 bpp                                  | 21,39 | 16,00 | -         |

Nota: bpp è il numero di bit per ogni pixel; per RGB e YCbCr 4:4:4, il valore di bpp è pari a tre volte il componente di bit per colore (bpc); per il sottocampionamento 4:2:2 YCbCr, il valore di bpp è pari al doppio di quello bpc.

### Dual-mode
Dual-mode DisplayPort (conosciuto anche come DisplayPort++) può emettere direttamente segnali di tipo HDMI single-link e DVI usando un adattatore passivo che adatta i connettori e le tensioni. Quando una circuiteria dual-mode rileva che è connesso un adattatore passivo DVI o HDMI, essa commuta alla modalità DVI/HDMI che usa il collegamento principale DisplayPort a quattro percorsi e il canale AUX per trasmettere tre segnali TMDS, un segnale di clock e il Display Data Channel. Le porte compatibili con il Dual-mode sono segnalate dal logo DP++: la maggior parte delle schede grafiche con uscite DisplayPort supporta questa modalità.
Nel gennaio 2013 è stata pubblicata una nuova specifica VESA chiamata DisplayPort Dual-Mode Standard version 1.1 che porta le capacità dual-mode allo stesso livello del HDMI 1.4, permettendo quindi una velocità di clock TMDS di 300 MHz, risoluzione 4K e formati stereoscopici 3D. Gli adattatori passivi e le porte che supportano questa nuova banda saranno indicate come Type 2 e saranno retro-compatibili con le porte esistenti Type 1.
Mappatura pin dual-mode:
| DisplayPort pins | DVI 1.0/HDMI mode    |
| ---------------- | -------------------- |
| Main Link Lane 0 | TMDS Channel 2       |
| Main Link Lane 1 | TMDS Channel 1       |
| Main Link Lane 2 | TMDS Channel 0       |
| Main Link Lane 3 | TMDS Clock           |
| AUX CH+          | DDC Clock            |
| AUX CH-          | DDC Data             |
| DP_PWR           | DP_PWR               |
| Hot Plug Detect  | Hot Plug Detect      |
| Config 1         | Cable Adaptor Detect |
| Config 2         | CEC (HDMI only)      |

Una importante limitazione del dual-mode è che può trasmettere un segnale DVI e HDMI solo single-link, dato che il numero di pin fisici nel connettore DP è insufficiente per trasportare una connessione dual-link. Per questa ragione, è necessario un convertitore/adattatore attivo per una connessione DVI Dual-Link e per un video a componenti come una VGA; alcuni di questi adattatori attivi possono usare la tensione di +3,3 V presente nel connettore DisplayPort per la conversione, mentre altri necessitano di un'alimentazione esterna che è spesso ricavata da una porta USB.
VESA prevede che la conversione in HDMI e DVI sia infine effettuata da adattatori attivi che si comportano come dispositivi DisplayPort Sink, in modo da facilitare gli aggiornamenti alle specifiche più recenti di HDMI e DisplayPort e allo scopo di funzionare con HDMI dual-link, con connessioni DisplayPort con meno di 4 percorsi e con flussi DisplayPort multipli. Notare che le specifiche DVI 1.0 sono state finalizzate nel 1999 ma il consorzio DVI è stato nel frattempo sciolto, quindi è improbabile vedere nel futuro alcun tipo di aggiornamento alle caratteristiche dello standard DVI; similmente, nonostante il connettore HDMI dual-link Type B sia definito nelle specifiche HDMI, in pratica non è mai stato usato.

## Versioni

### 1, 1.1a
Le nuove funzionalità della versione 1.1 comprendono il supporto per l'HDCP (High-bandwidth Digital Content Protection, ossia il meccasmi di protezione dei contenuti dell'HDMI) e per i cavi in fibra ottica in alternativa a quelli in rame, con possibilità di maggiori distanze fra sorgente e schermo senza degrado dell'immagine. La versione 1.1a è stata approvata il 2 aprile 2007.

### 1.2, 1.2a
Una preview dello standard DisplayPort 1.2 è stata mostrata alla Windows Hardware Engineering Conference (WinHEC) 2008 e al CES 2009 e la versione definitiva è stata approvata il 22 dicembre 2009. Il miglioramento più significativo è il raddoppio della banda dati che permette risoluzioni, frequenze d'aggiornamento e profondità di colore maggiori. Altre migliorie includono più flussi video indipendenti (connessione a cascata di più monitor), supporto al 3D stereoscopico, banda dati notevolmente aumentata per il canale AUX (da 1 Mbit/s a 720 Mbit/s) e l'inclusione nello standard del connettore Mini DisplayPort di Apple, più compatto e adatto a portatili e altri dispositivi di dimensioni contenute.
La versione 1.2a di DisplayPort è stata pubblicata nel gennaio 2013.

### 1.3
Le specifiche per la versione 1.3 di DisplayPort è stata approvata e pubblicata il 15 settembre 2014. Il supporto dual-mode è stato aggiornato a HDMI 2.0 permettendo una ampiezza di banda di 14,4 Gbit/s e un pixel clock di 600 MHz.

### 1.4
Questo cavo DisplayPort supporta risoluzioni fino a 7680 x 4320p (8K) a 60 Hz,5K a 120 Hz e 4K a 240 Hz

### 2.0
Supporta un'ampiezza di banda di 77,4 Gbit/s e la risoluzione 16K (15360×8460 pixel) con tecnologia HDR a 60 Hz compressione DSC o a 10k senza compressione.

## Disponibilità commerciale
Apple ha integrato il proprio connettore Mini DisplayPort nella nuova famiglia di portatili unibody presentata il 14 ottobre 2008, prima che tale versione fosse inclusa nello standard VESA. Le specifiche di questa interfaccia sono state pubblicate gratuitamente proprio per velocizzarne l'adozione da parte di altri produttori e l'eventuale inclusione nella versione 1.2 dello standard.
Al 2018 DisplayPort e Mini DisplayPort sono usate principalmente su alcuni computer e nelle periferiche correlate (p.e. schede video), mentre sono rare nei dispositivi di largo consumo, dove HDMI e USB-C rappresentano spesso l'unico connettore utilizzabile per un monitor esterno.